# Ca l'Arreplegant
Ca l'Arraplegant és una masia del poble de la Coma, al municipi de la Coma i la Pedra, a la Vall de Lord (Solsonès).